# Фрисландія (Німеччина)
Фрисландія (нім. Friesland) — район у Німеччині, на півночі федеральної землі Нижня Саксонія, на узбережжі Північного моря. Адміністративний центр — місто Єфер. Включає у себе землі навколо міста Вільгельмсгафена, яке до складу району не входить.

## Історія
В VIII столітті фризи в основній своїй масі були язичниками. Місіонер Вілліброрд побудував у 698 році монастир Фульда, намагаючись хрестити фризів. Протягом трьох поколінь франки воювали з фризами, в результаті досягнувши остаточної перемоги тільки в часи Карла Великого.

## Населення
Населення району становить 98 971 осіб (станом на 31 грудня 2021).

## Адміністративний поділ
Район складається з 3 міст і 5 громад (нім. Einheitsgemeinden).
Дані про населення наведені станом на 31 грудня 2021.
| 1. Бокгорн (8991) 2. Вангерланд (9130) 3. Вангероге (1202) 4. Єфер (місто) (14550) 5. Занде (8570) 6. Фарель (місто) (23957) 7. Цетель (11981) 8. Шортенс (місто) (20590) |